# 近江ヶ谷池
近江ヶ谷池（おうみがやいけ ／ おうみがや の いけ、英語：Ōmigaya Pond）は、日本の池。

## 概要
近江ヶ谷池は、静岡県掛川市に所在する池である。大井川用水の調整池として利用されており、貯水量は3万立方メートルに達する。取水された農業用水は周辺の田畑を潤しており、その受益面積は15.0ヘクタールに及ぶ。利用している農家の戸数は、1984年当時で50戸とされている。池の周辺は、トイレなども整備されており、散策などが楽しめる憩いの場となっている。
なお、近江ヶ谷池の所在地は静岡県掛川市中方であるが、2005年4月1日の合併以前は静岡県小笠郡大東町中方であった。大東町においては、行政区である下佐束区の区長が、近江ヶ谷池の管理者として指定されていた。

## 活用状況
大井川用水は受益地が広範囲に及ぶため、調整池が各地に存在する。大井川用水の菊川右岸幹線の場合、静岡県菊川市に所在する七曲池を経由し、近江ヶ谷池に流れ込んでいる。いったん近江ヶ谷池に貯水されることで、その水量を調節している。その後、近江ヶ谷池を経由して、静岡県掛川市に所在する田ヶ谷池に流れ込んでいる。
なお、周辺の153ヘクタールの農地に対しては、大井川用水とは別に毛森用水として、毎秒0.05立方メートルが割り当てられている。

## 地名
池の名前である「近江ヶ谷」の表記については、掛川市役所は「小さいヶ」を用いて「近江ヶ谷」と表記している。しかし、大井川右岸土地改良区のウェブサイトのように、「大きいケ」を用いた「近江ケ谷」との表記も散見される。